# Robert Broman
Robert Gustaf Broman, född 5 september 1815 i Nyköping, Södermanlands län, död 25 september 1874 i Hovförsamlingen, Stockholm
, var en svensk skådespelare.
Broman var 1835–1853 anställd vid olika sällskap i landsorten, bland annat hos Pierre Deland. Han ledde 1853–1854 tillsammans med J. V. Weselius den nyöppnade Södra teatern. Åren 1854–1857 var Broman anställd vid Mindre teatern och från 1857 vid Kungliga teatern. Bland Bromans roller märks Spole i En midsommarnattsdröm, Botvid i Bröllopet på Ulfåsa, majoren i Majorens döttrar och Perrichon i Herr Perrichons resa.

## Teater

### Roller (ej komplett)
| År   | Roll                             | Produktion                                                | Regi | Teater                      |
| ---- | -------------------------------- | --------------------------------------------------------- | ---- | --------------------------- |
| 1863 | Bassecourt, kapitalist           | Så kallade Hedersmän Théodore Barrière och Ernest Capendu |      | Kungliga Dramatiska Teatern |
| 1863 | Stål, grosshandlare              | Rosa och Rosita Clara Andersen                            |      | Kungliga Dramatiska Teatern |
| 1863 | Pont-aux-Choux                   | En bengalisk tiger Edouard Brisebarre                     |      | Kungliga Dramatiska Teatern |
| 1863 | Geronte                          | Scapins skälmstycken Molière                              |      | Kungliga Dramatiska Teatern |
| 1863 | Mr Gillmore, Fairlies advokat    | Den hvitklädda qvinnan Wilkie Collins                     |      | Kungliga Dramatiska Teatern |
| 1868 | Hans Wachtmeister                | Lejonet vaknar Frans Hedberg                              |      | Kungliga Dramatiska Teatern |
| 1871 | Bredahl, bok- och detaljhandlare | De skenhelige J. Wibe                                     |      | Kungliga Dramatiska Teatern |
| 1873 | Nämndeman                        | Vid riksgränsen Frans Hedberg                             |      | Kungliga Dramatiska Teatern |
| 1873 | Simon Fourniez, köpman           | Gringoire Théodore de Banville                            |      | Kungliga Dramatiska Teatern |

### Fotnoter
1. ↑  Sveriges Dödbok SDB 1860–2016, USB, Version 7.10, Sveriges Släktforskarförbund (2016).
2. 1 2  Svensk uppslagsbok 1939: Robert Broman
3. 1 2 3  ”Teaterannons”. Aftonbladet:  s. 1. 19 september 1863. https://tidningar.kb.se/4112678/1863-09-19/edition/0/part/1/page/1. Läst 1 december 2021.
4. ↑  ”Teaterannons”. Aftonbladet:  s. 1. 30 november 1868. http://tidningar.kb.se/4112678/1868-11-30/edition/0/part/1/page/1. Läst 1 september 2016.
5. ↑  ”Teaterannons”. Dagens Nyheter:  s. 3. 24 april 1871. http://arkivet.dn.se/arkivet/tidning/1871-04-24/1928/3. Läst 6 augusti 2015.